# Casa Vídua de Marfà

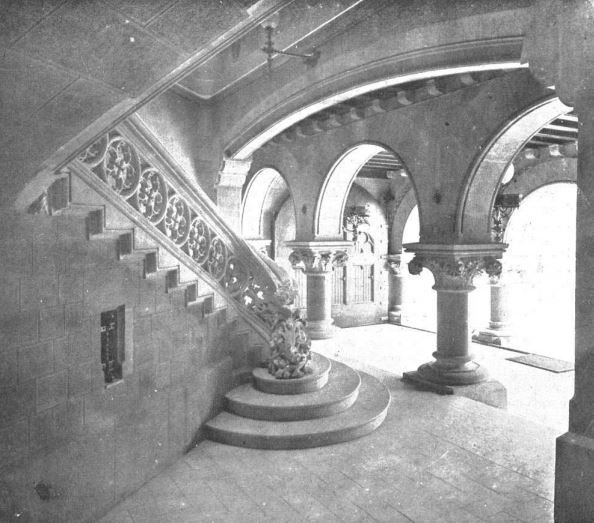
Vestíbul el 1905

La Casa Vídua de Marfà és un edifici situat al xamfrà del Passeig de Gràcia amb el carrer València de la Dreta de l'Eixample de Barcelona, catalogat com a bé cultural d'interès local. Actualment allotja l'Escola Universitària Formatic Barcelona.

## Història
Va ser projectat el 1901 per l'arquitecte Manuel Comas i Thos i enllestit el 1905, per encàrrec de l'industrial tèxtil Emili Marfà i Artigas (Mataró, 1860 - Barcelona, 1903), casat amb Isabel Palau i Vera (†1926). El 1936 hi vivia la filla Isabel Marfà i Palau, nascuda a Barcelona l'11 d'agost del 1903.

## Descripció
Es tracta d'un edifici de planta baixa, principal i tres pisos més, amb coberta a dues vessants que es combina amb un terrat pla transitable. És precisament el xamfrà el que condiciona l'accés a l'interior de l'edifici, la distribució dels espais en planta i molt espacialment el tipus de façana.
La façana es desenvolupa en tres panys de desigual amplada i tractament decoratiu a conseqüència del xamfrà. El tram central (el xamfrà pròpiament dit) és el més significatiu, emmarcat a ambdós costats per un element torrejat que té un pis més que la resta de l'edifici (sis en total) i que es cobreix amb una coberta a dues vessants de gran pendent. Aquestes torres es desenvolupen només a partir de la planta noble, i ho fan a través d'una tribuna oberta amb columnetes de capitell vegetal i traceries, la base de la qual presenta també decoració escultòrica vegetal. A sobre de dita tribuna hi ha un gran finestral d'inspiració gòtica que es desenvolupa a doble alçada, tot englobant dos nivells en una mateixa obertura. A la planta baixa es localitzen tres arcades de mig punt a sobre de columnes de capitell vegetal i fust de escassa alçada que fan d'aquest element un dels més representatius del conjunt. A sobre d'aquesta arqueria es desenvolupa una tribuna d'inspiració gòtica amb esveltes columnes que contrasten amb l'escàs fust de les de la planta baixa. Aquesta tribuna amb barana de traceria calada serveix com a base al balcó corregut que es desenvolupa al segon pis, al centre del qual es disposa una finestra coronella. La resta d'obertures es configuren com finestres de llinda llisa emmarcades per un guardapols. El darrer pis s'organitza com una galeria amb arc de mig punt entre columnetes i tot emmarcat per una motllura de similars característiques als guardapols de les finestres.
Els panys murals que completen la façana són molt més senzills que el central tot i que mantenen la mateixa tipologia de finestra amb llinda llis i guardapols que donen unitat al conjunt. L'únic element que trenca la monotonia de la façana que dona al carrer València és la tribuna de la planta noble i que, a diferència de les del cos central, és de planta rectangular.
A través de l'entrada porticada, localitzada al pany central de la façana, s'accedeix a un primer vestíbul (on originalment es deixaven els carruatges), a continuació del qual es desenvolupen quatre graons que aboquen a un segon vestíbul al temps que al tram central de l'escala connecta amb l'escala monumental que condueix al primer pis.
Aquesta escala dona accés únicament a la planta noble, mentre que a la resta de nivells s'hi accedeix a través d'una escala de veïns localitzada en un angle de vestíbul i clarament diferenciada formal i estilísticament de la principal. A diferència de la de veïns, la monumental es desenvolupa en un espai molt diàfan, cobert amb una claraboia de ferro i vitralls policroms que es caracteritza per la seva disposició en angle, fruit de la configuració en xamfrà de la finca. 	Destaca la seva barana esculpida i molt especialment la galeria porticada del pis principal, amb arcs de mig punt que reposen a sobre de columnes de capitell floral i fust molt esvelt. De gran interès és la porta que dona pas a l'interior de la planta noble, de fusta i amb una estructura molt peculiar (còncava) per tal d'adaptar-se al mur de línies corbes.
Interiorment, els espais de la planta noble i primer pis es troben avui dia adaptats a usos docents. Els antics salons de la planta noble actualment es troben habilitats com a aules tot i que encara conserven alguns elements originals, especialment els sostres, les fusteries i alguns paviments. Destaquen els sostres de guix motllurats dels espais que donen al Passeig de Gràcia i el del passadís, amb bigues de fusta, especialment per la seva estructura que s'adapta al mur corb on es troba la porta d'entrada a aquesta planta. La planta noble també té comunicació amb l'escala de veïns, des de on s'accedeix al primer pis, també ocupat per l'Escola. En aquest nivell, igual que a l'inferior, es conserven bona part dels paviments noia originals, un tipus de paviment policrom molt emprat en l'arquitectura barcelonina durant la segona meitat del segle xix i principis del xx. Hi destaquen les fusteries originals, especialment la porta de l'entrada que conserva els elements de bronze entre els quals destaca l'espiera en graella i alguns sostres de guix motllurats amb daurats molt puntuals, entre ells un amb cassetons que s'obre a un dels patis interior de la casa.